# Bosholme
Bosholme är en borgruin vid gården Bosgård i Urshults socken i Tingsryds kommun på en ö i sjön Åsnen.
Bosholme omnämns första gången 1290 då biskop Bo i Växjö utfärdade ett brev här. Den förekommer sedan i dokument under 1300-talet men saknas därefter. En arkeologisk undersökning av borgen 1966 visade att ön delats av en fyra meter bred vallgrav. Borganläggningen är belägen på den östra delen av ön och består av en kvadratisk anläggning, 65 x 70 meter. Borggården verkar ha omgetts av en träpalissad. Myntfynd visade att borgen varit i bruk under 1300-talet vilket stämmer med de historiska dokumenten.